# Afromontana

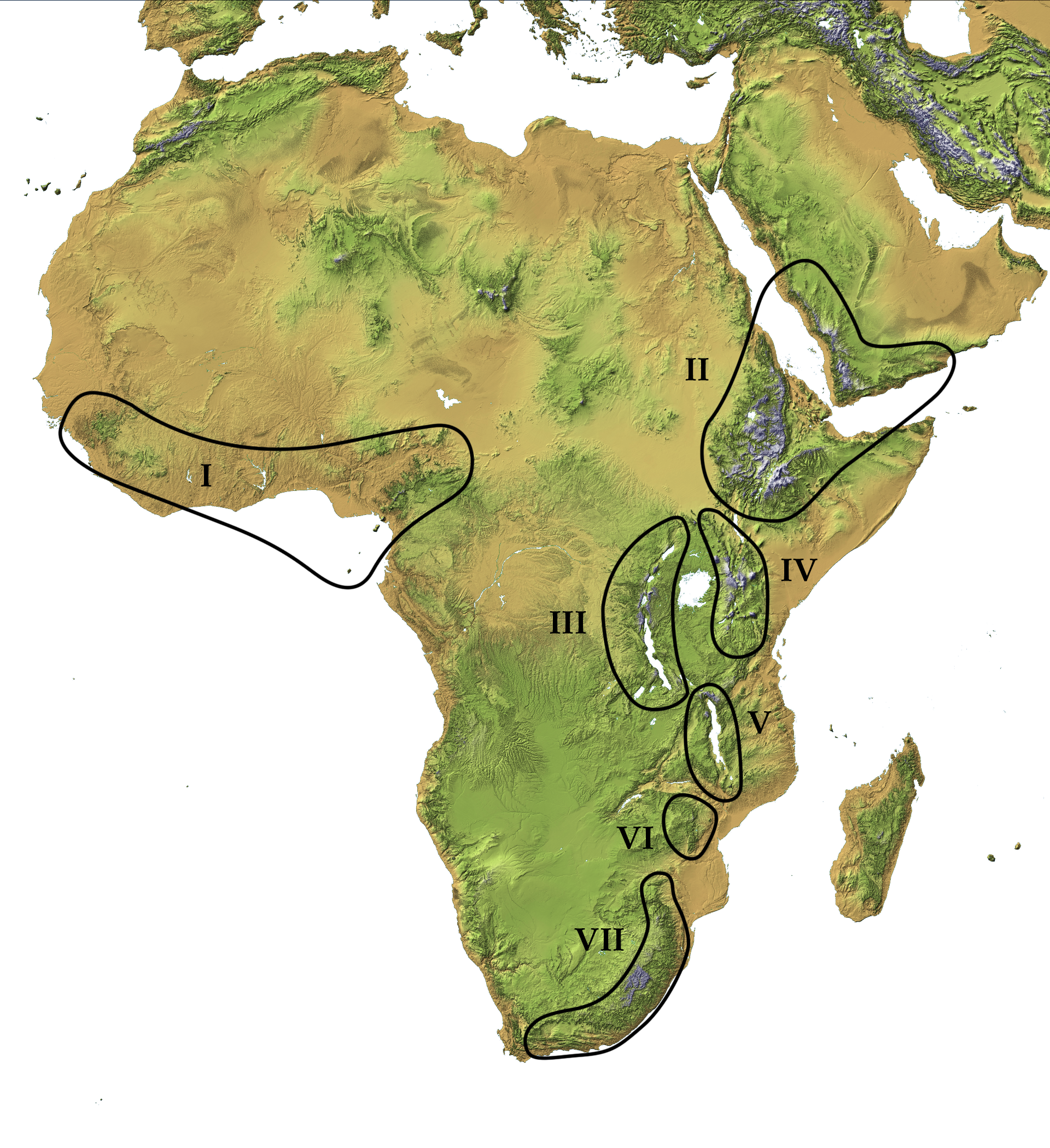
Zonele Afromontane. I. Înălțimile din Africa de Vest și Camerun, II. Înălțimile și Arabe, III. Riftul de Vest (Albertin), IV. Riftul de Est. V. Riftul de Sud, VI. Înălțimile din Est, VII. Drakensberg

Regiunile Afromontane sunt subregiuni ale domeniului afrotropical, unul dintre cele opt domenii biogeografice ale Pământului, care cuprinde speciile de plante și animale găsite în munții Africii și în sudul Peninsulei Arabe. Regiunile afromontane ale Africii sunt discontinue, separate unele de altele prin șesuri și sunt uneori denumite Arhipelagul Afromontan, deoarece distribuția lor este similară unei serii de insule ale cerului.

## Geografie
Comunitățile afromontane apar la peste 1.500–2.000 m altitudine aproape de ecuator și de la 300 m altitudine în pădurile montane Knysna-Amatole⁠(d) din Africa de Sud. Pădurile afromontane sunt în general mai reci și mai umede decât zonele joase din jur.
Arhipelagul Afromontan urmează în cea mai mare parte Riftul Est-African⁠(d) de la Marea Roșie până în Zimbabwe, cu cele mai mari zone în Înălțimile Etiopiene, Munții Riftului Albertin din Uganda, Rwanda, Burundi, Republica Democrată Congo și Tanzania și ținuturile înalte ale Arcului Estic⁠(d) din Kenya și Tanzania. Printre alte regiuni afromontane se numără lanțul Drakensberg din Africa de Sud, Înălțimile Camerunului⁠(d) și vulcanii Lanțului Camerunez⁠(d), inclusiv Muntele Camerun⁠(d), Bioko și São Tomé.

## Flora
Deși unele enclave afromontane sunt la distanță mare de celelalte, ele împărtășesc un amestec similar de specii de plante, care sunt adesea distincte de regiunile de câmpie din jur. Podocarpii⁠(d), din genurile Podocarpus⁠(d) și Afrocarpus⁠(d), sunt un arbore caracteristic, alături de Prunus africana⁠(d), Hagenia abyssinica⁠(d), Juniperus procera⁠(d) și Olea⁠(d) spp. În munții mai înalți, pădurea afromontană sau zona împădurită trece la o zonă afroalpină mai înaltă de pajiști, tufărișuri sau mlaștini.
Familiile de plante Curtisiaceae⁠(d) și Oliniaceae⁠(d) sunt afromontane endemice, iar familia Barbeyaceae⁠(d) este cvasiendemică. Genurile de arbori Afrocrania⁠(d), Balthasaria⁠(d), Curtisia⁠(d), Ficalhoa⁠(d), Hagenia⁠(d), Kiggelaria⁠(d), Kuloa⁠(d), Leucosidea⁠(d), Platypterocarpus⁠(d), Trichocladus⁠(d), Widdringtonia⁠(d) și Xymalos⁠(d) sunt afromontane endemice sau cvasiendemice, la fel ca și genurile de plante Arindisiandra⁠(d), Cincinnobotrys⁠(d) și Stapfiella⁠(d).

### Comunitățile de plante
Zonele afromontane au o gamă largă de comunități de plante, inclusiv tipuri intermediare. Printre acestea se numără:
- Pădurea tropicală afromontană. Pădurea tropicală afromontană se găsește pe versanții mai umezi din sudul Etiopiei până în Malawi, mai ales între 1200 și 2500 de metri altitudine. Apare pe versanții mai umezi, unde precipitațiile medii anuale sunt de la 1250 la 2500 mm sau mai mult. Altitudinea și locația variază oarecum în funcție de distanța față de ecuator sau față de mare și de dimensiunea și configurația zonei muntoase în care se află. Pădurile tropicale mature au, în general, un strat superior de copaci de 25 până la 45 de metri înălțime, un strat mijlociu de 14 până la 30 de metri înălțime, un strat inferior de 6 până la 15 metri înălțime, un strat de arbuști de 3 până la 6 metri înălțime și un strat rarefiat de plante erbacee joase. Coroanele copacilor din straturile superioare sunt de obicei deschise, iar straturile mijlocii pot fi continue, dar rareori formează o coroană densă, în timp ce stratul inferior al copacilor este de obicei dens. Majoritatea copacilor sunt veșnic verzi. Pădurile tropicale afromontane pot fi similare ca structură cu pădurile tropicale de câmpie guineo-congoleze⁠(d), dar în cea mai mare parte speciile diferă de cele din pădurile de câmpie. Printre arborii tipici se numără Aningeria adolfi-friederici⁠(d), Cola greenwayi⁠(d), Cylicomorpha parviflora, Diospyros abyssinica⁠(d), Drypetes gerrardii⁠(d), Entandrophragma excelsum⁠(d), Ficalhoa laurifolia⁠(d), Gambeya gorungosana⁠(d), Kuloa usambarensis⁠(d), Mitragyna rubrostipulata⁠(d), Myrianthus holstii⁠(d), Ochna holstii, Olea capensis⁠(d), Parinari excelsa⁠(d), Podocarpus milanjianus⁠(d), Prunus africana⁠(d), Strombosia scheffleri⁠(d), Syzygium guineense subsp.⁠(d) afromontanum⁠(d), Tabernaemontana johnstonii⁠(d) și Xymalos monospora⁠(d). Abundă arborii-ferigă (Cyathea⁠(d) spp.), liane și epifite, inclusiv ferigi, mușchi și specii de Begonia, Impatiens⁠(d), Streptocarpus⁠(d) și Peperomia⁠(d).[1]

## Distribuție

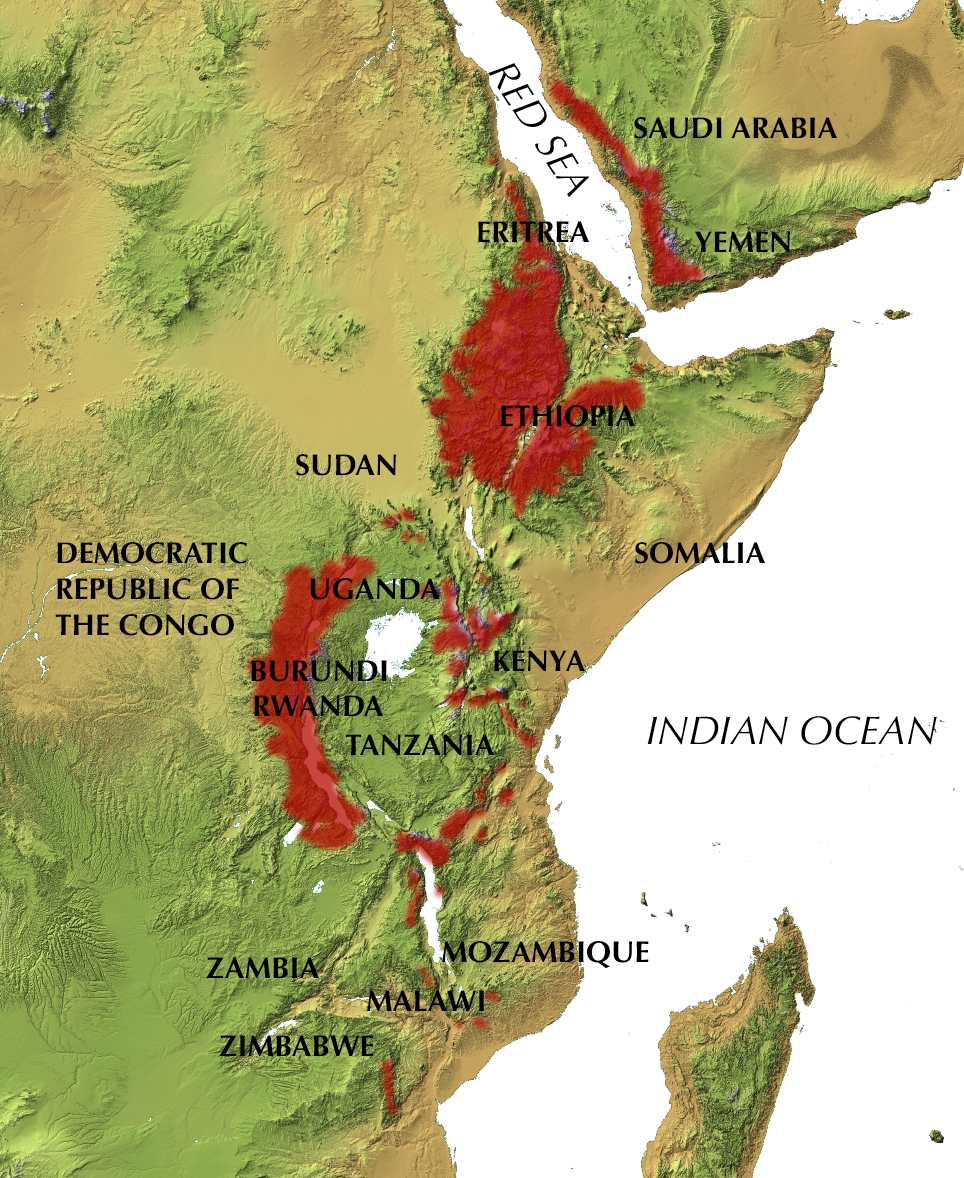
afromontană din estul Africii

În Africa de Sud, pădurile afromontane acoperă doar 0,5% din suprafața țării. Pădurile afromontane apar de-a lungul arcului montan al lanțului Drakensberg, din provincia Limpopo din nord-est până la provincia Western Cape în sud-vest. Pădurile afromontane apar în general în zone foarte umede, inclusiv râpe și versanți orientați spre sud. Pădurile afromontane sunt intolerante la foc, iar incendiile frecvente ale fynbosului, savanei și pășunilor⁠(d) din jur limitează extinderea pădurilor. În ciuda suprafeței lor mici, pădurile afromontane din Africa de Sud produc cherestea valoroasă, în special Podocarpus latifolius⁠(d), Afrocarpus falcatus⁠(d) și Ocotea bullata⁠(d).

## Ecoregiunile afromontane
Păduri umede de foioase tropicale și subtropicale⁠(d)
- Pădurile de munte ale Riftului Albertin⁠(d) (Republica Democratică Congo, Burundi, Rwanda, Tanzania, Uganda)
- Pădurile Înălțimilor Camerunului⁠(d) (Camerun, Nigeria)
- Pădurile montane ale Africii de Est⁠(d) (Kenya, Sudanul de Sud, Tanzania, Uganda)
- Pădurile Arcului Răsăritean⁠(d) (Tanzania, Kenya)
- Pădurile montane etiopiene⁠(d) (Djibouti, Eritreea, Etiopia, Somalia, Sudan)
- Pădurile montane din Guineea⁠(d) (Guinea, Côte d'Ivoire, Liberia, Sierra Leone)
- Pădurile montane Knysna-Amatole⁠(d) (Africa de Sud)
- Pădurea Afrotemperată de Sud⁠(d) (provincia Western Cape din Africa de Sud)
- Muntele Camerun și pădurile montane Bioko⁠(d) (Camerun, Guineea Ecuatorială)

Pajiști montane și arbuști⁠(d)
- Mozaicul pădure-pajiști montane din Angola⁠(d) (Angola)
- Savana și pădurile de râpă din Angola⁠(d) (Angola)
- Pajiștile și pădurile alti-montane din Drakensberg (Lesotho, Africa de Sud)
- Pajiștile și pădurile montane din Drakensberg (Lesotho, Africa de Sud, Eswatini)
- Mlaștinile montane din Africa de Est⁠(d) (Kenia, Sudanul de Sud, Tanzania, Uganda)
- Mozaicul pădure montană-pajiști din estul Zimbabwe⁠(d) (Mozambic, Zimbabwe)
- Pajiștile și pădurile montane etiopiene⁠(d) (Eritreea, Etiopia)
- Mlaștinile montane etiopiene⁠(d) (Etiopia)
- Pajiștile din Highveld⁠(d) (Lesotho, Africa de Sud)
- Mozaicul pădure-pajiști din Podișul Jos⁠(d) (Nigeria)
- Tufărișurile și desișurile din Maputaland-Pondoland⁠(d) (Mozambic, Africa de Sud, Eswatini)
- Pădurea Afrotemperată de Sud⁠(d) (provincia Western Cape din Africa de Sud)
- Mlaștinile montane Rwenzori-Virunga⁠(d) (Republica Democratică Congo, Rwanda, Uganda)
- Mozaicul pădure-pajiști montane din Malawi de Sud⁠(d) (Malawi, Mozambic)
- Mozaicul pădure-pajiști montane ale Riftului de Sud⁠(d) (Malawi, Tanzania)

Deșerturi și tufărișuri xerice⁠(d)
- Pădurile montane din sud-vestul Arabiei⁠(d) (Arabia Saudită, Yemen)